# Малий Подол
44°52′ пн. ш. 14°21′ сх. д. / 44.87° пн. ш. 14.35° сх. д.
Малий Подол (хорв. Mali Podol) — населений пункт у Хорватії, у Приморсько-Горанській жупанії у складі міста Црес.

## Населення
Населення за даними перепису 2011 року становило 3 осіб.
Динаміка чисельності населення поселення:

## Клімат
Середня річна температура становить 13,56 °C, середня максимальна – 26,10 °C, а середня мінімальна – 1,87 °C. Середня річна кількість опадів – 1082 мм.
| Клімат поселення                              | Клімат поселення | Клімат поселення | Клімат поселення | Клімат поселення | Клімат поселення | Клімат поселення | Клімат поселення | Клімат поселення | Клімат поселення | Клімат поселення | Клімат поселення | Клімат поселення | Клімат поселення |
| Показник                                      | Січ.             | Лют.             | Бер.             | Квіт.            | Трав.            | Черв.            | Лип.             | Серп.            | Вер.             | Жовт.            | Лист.            | Груд.            |                  |
| Середній максимум, °C                         | 8,95             | 8,74             | 11,07            | 14,95            | 20,01            | 24,38            | 26,10            | 25,89            | 21,34            | 16,83            | 12,09            | 9,62             |                  |
| Середня температура, °C                       | 5,52             | 5,31             | 7,65             | 11,52            | 16,58            | 20,96            | 23,32            | 23,09            | 18,57            | 14,04            | 9,29             | 6,83             |                  |
| Середній мінімум, °C                          | 2,09             | 1,87             | 4,22             | 8,10             | 13,15            | 17,52            | 20,52            | 20,31            | 15,77            | 11,26            | 6,52             | 4,05             |                  |
| Норма опадів, мм                              | 91               | 75               | 75               | 79               | 71               | 78               | 47               | 72               | 108              | 133              | 142              | 111              |                  |
| Середньомісячна швидкість вітру, м/с          | 3.23             | 3.42             | 3.43             | 3.22             | 2.88             | 2.75             | 2.71             | 2.74             | 2.92             | 3.20             | 3.58             | 3.52             |                  |
| Середньомісячна сонячна радіація, кДж/м²·день | 4625             | 7452             | 10907            | 15479            | 19895            | 21700            | 23146            | 19932            | 14584            | 9430             | 5027             | 3917             |                  |
| --------------------------------------------- | ---------------- | ---------------- | ---------------- | ---------------- | ---------------- | ---------------- | ---------------- | ---------------- | ---------------- | ---------------- | ---------------- | ---------------- | ---------------- |
| Джерело:                                      |                  |                  |                  |                  |                  |                  |                  |                  |                  |                  |                  |                  |                  |